# Финсон, Луи
Луи Финсон (ок. 1575—1617; в Италии известен как Ludovicus Finsonius) — нидерландский художник рубежа XVI—XVII веков, один из первых последователей Караваджо во Франции и Голландии.
Точная дата рождения неизвестна — считается, что он родился в Брюгге в 1575 году или около того. Вероятно, был франкоязычным или двуязычным. Известно, что 1600 году он отбыл в Италию, где стажировался в живописи в Неаполе и Риме. Итальянский маньеризм медленно переходил в стиль барокко и повлиял на творческую манеру молодого художника, о чём свидетельствуют его ранние произведения. Но римские мастера, а за ними и художники Неаполя, были покорены художественной манерой Караваджо, одного из создателей демократической ветви римского барокко. Находки Караваджо имели огромное влияние на творческую манеру Луи Финсона. Он покинул Италию убеждённым последователем скандально известного мастера. Возвращался домой он через южную Францию, где надолго задержался в провинциальных городках. Картины писал в основном по заказам церкви, но в пределах тематики римских последователей Караваджо: «Отсечение главы Иоанна Крестителя», «Молитва Марии Магдалины», «Поклонение волхвов», «Убеждение апостола Фомы». Тем не менее, некоторые его картины далеки от караваджизма — вроде аллегории «Четыре стихии».

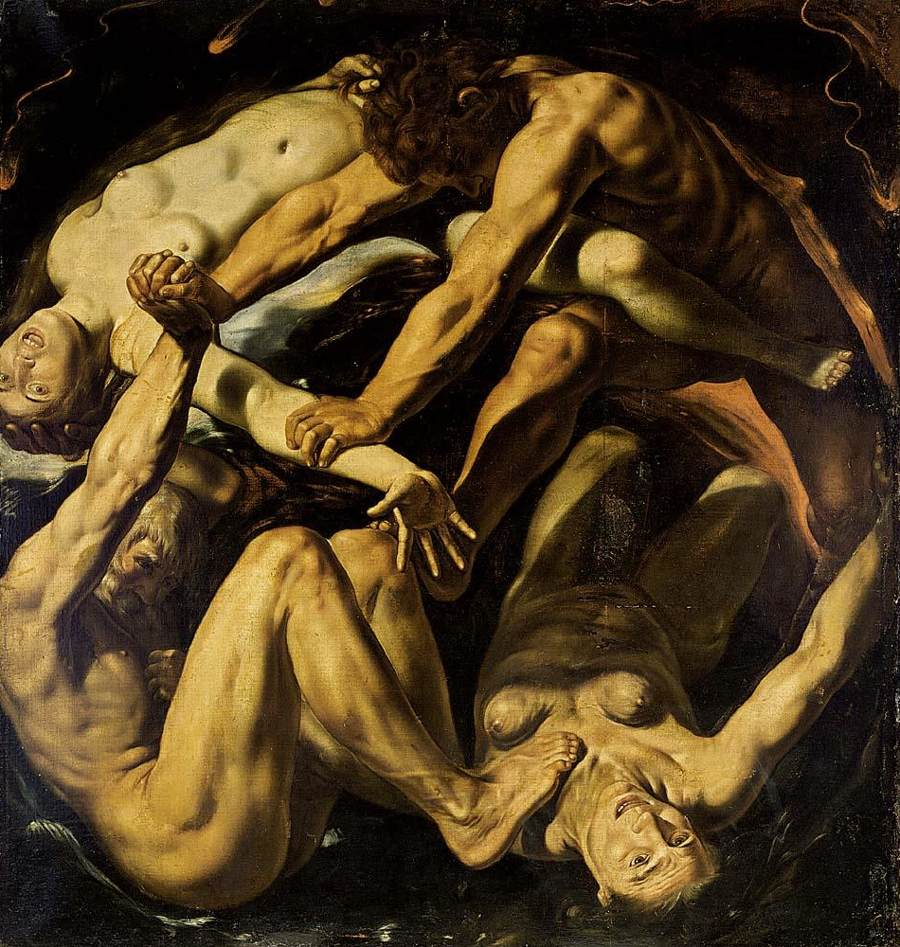
Четыре стихии

Отсутствие сильного покровителя вынудило Финсона стать странствующим мастером, поэтому он работал в провинциальных городах, постепенно передвигаясь к северу: Марсель, Арль, Тулуза, Бордо, Париж. По неточным данным, он эмигрировал в город Амстердам, где и умер в 1617 году. Работа в провинциальных городах не способствовала широкой известности его произведений.